# Rathaus (Essing)

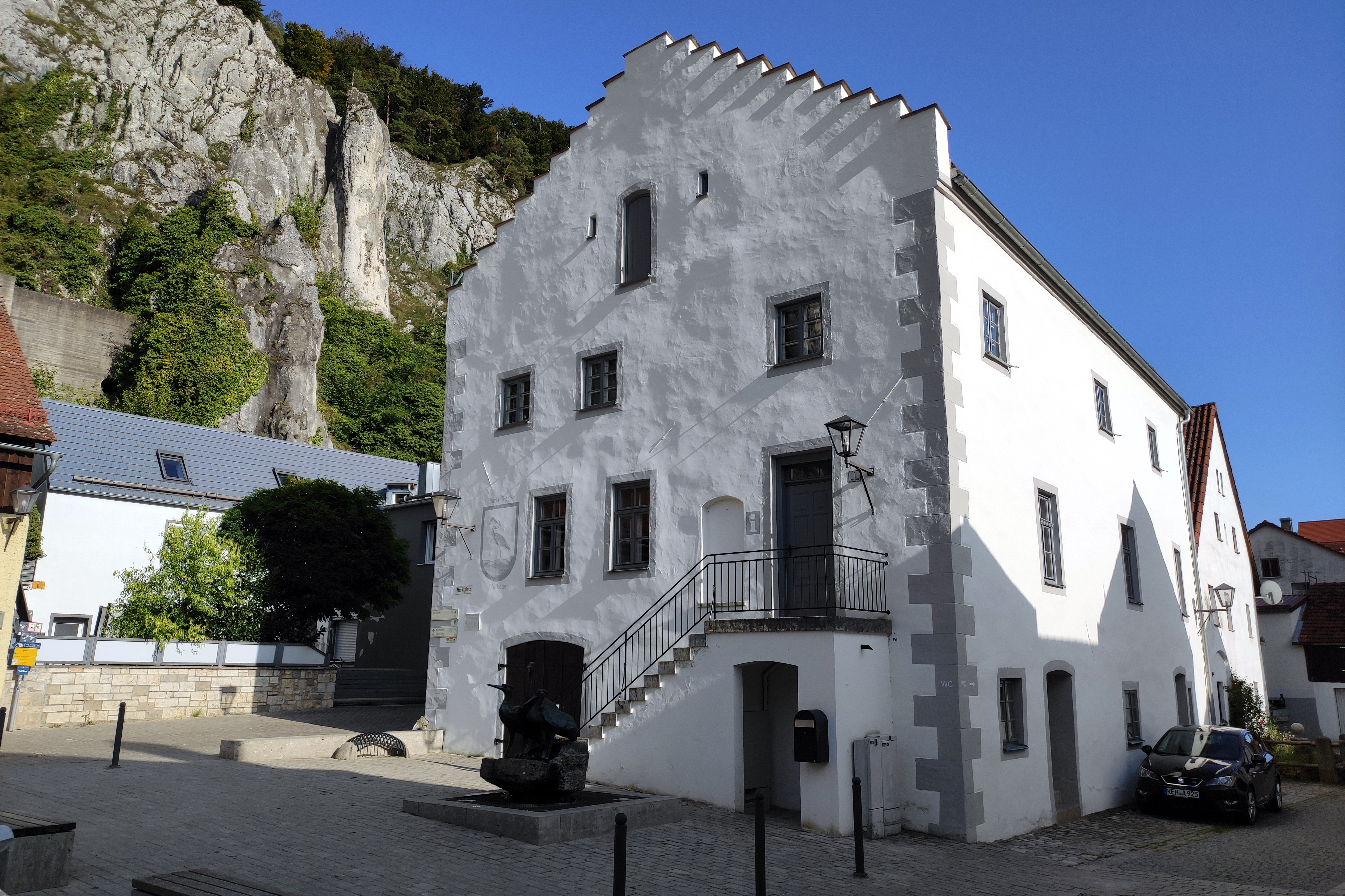
Rathaus in Essing

Das Rathaus in Essing, einer Marktgemeinde im niederbayerischen Landkreis Kelheim, wurde wohl im Spätmittelalter errichtet und 1872 aufgestockt. Das Rathaus am Marktplatz 1 ist ein geschütztes Baudenkmal. 
Der zweigeschossige Satteldachbau über hohem Kellergeschoss hat einen Treppengiebel. Das Dach ist mit Kalkplatten gedeckt. 
Eine steile Treppe führt zum schmucklosen Eingang.